# 比津站

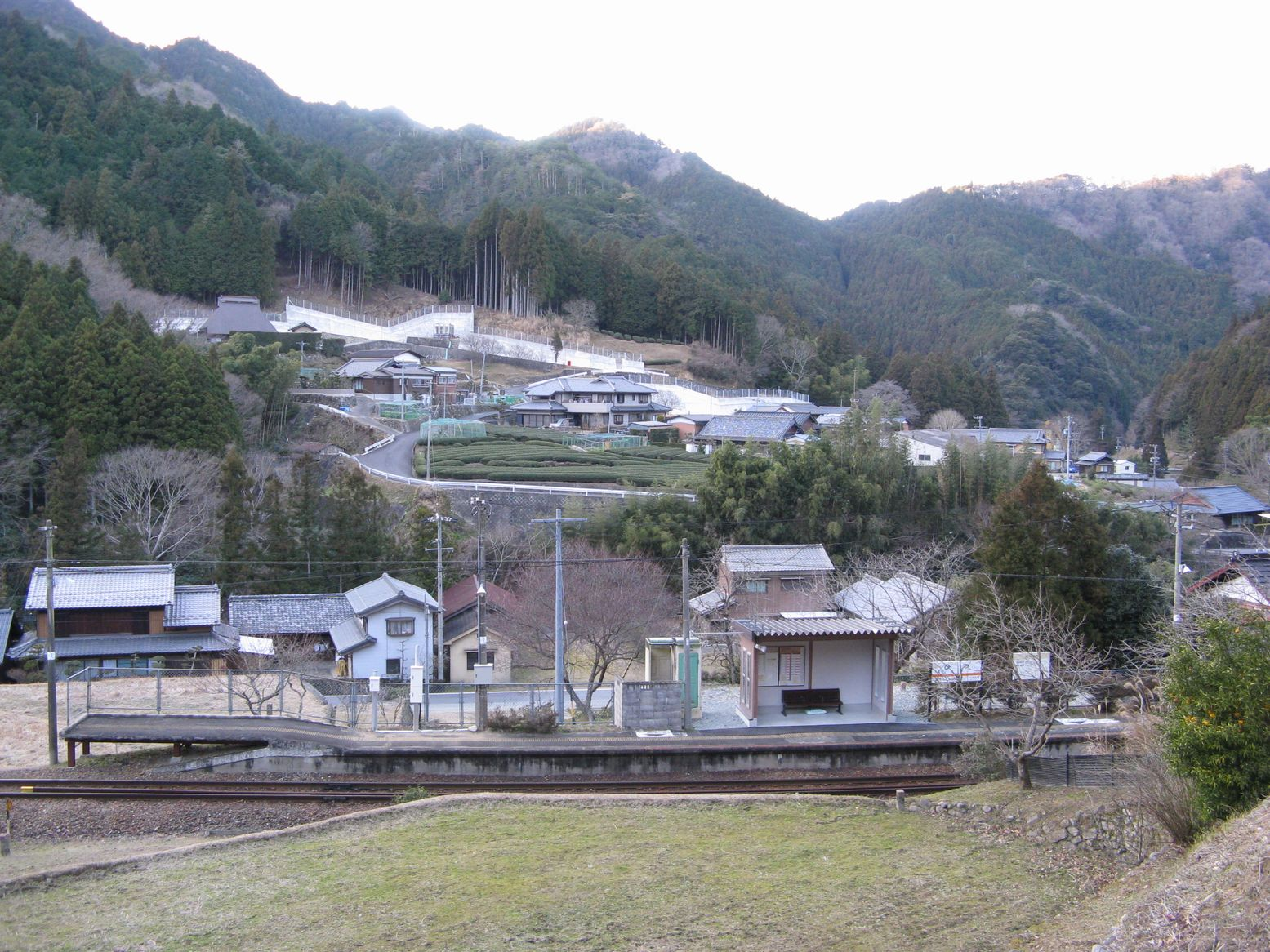
月台全景（2008年1月）

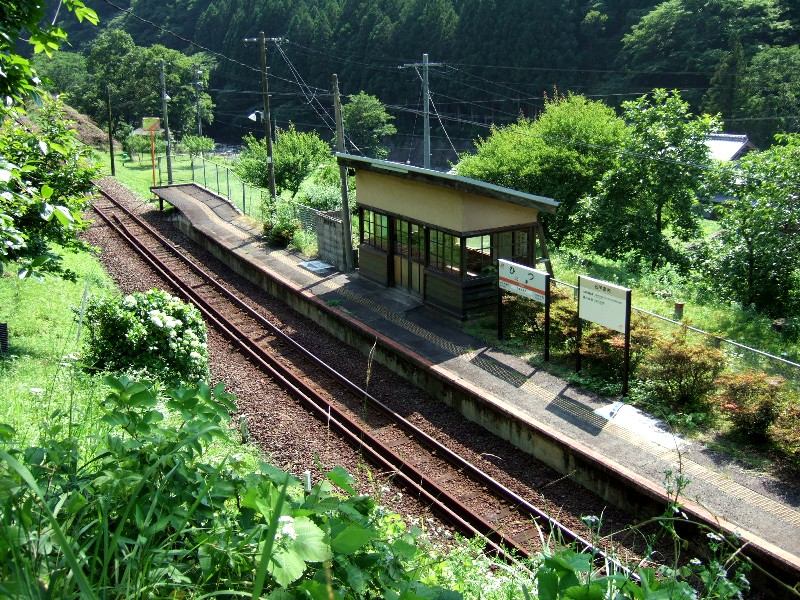
曾經存在的比津站候車室（2006年6月）

比津站（日语：／ Hitsu eki */?）是位於三重縣津市美杉町八知，東海旅客鐵道（JR東海）的名松線車站。

## 歷史
當初計劃建設家城至伊勢奧津之間的路段時，未有計劃建設比津站。因此，當時八知村村長和村內有影響力的人士向鐵道省岐阜建設事務所數次要求加於此站，於是決定建設一座簡易車站，並沒有安排車站職員當值。在第二次世界大戰中，由於各站乘車人數每日制限了數十人，因此曾經發生沒有車站職員情況下有許多希望乘車人士來到此站。
在戰後，此站加設了車站大樓，車站職員也在站內當值。八知村在1947年（昭和22年）6月開始建設車站大樓，同年8月2日把大樓轉讓給鐵道省。並且編設了電話線，於同年10月1日起，此站設有2名車站職員當值。
- 1935年（昭和10年）12月5日 - 國鐵名松線家城至伊勢奧津之間開通，此站啟用[1]。當時為旅客車站[2]。由於此站是一座簡易車站，因此沒有車站職員當值[2]。
  - 當初，參宮線津至山田之間以及名松線各站的乘客可使用此站。
- 1947年（昭和22年）10月1日 - 廢除乘客上落制限，此站開設起卸行李業務[4]。同時安排2名車站職員當值[2]。
- 1951年（昭和26年）12月15日 - 終止行李起卸業務[5]。同時成為無人車站[2]。
- 1987年（昭和62年）4月1日 - 伴隨國鐵分割民營化，車站由東海旅客鐵道（JR東海）營運[1]。
- 2009年（平成21年）
  - 10月8日 -颱風米勒吹襲日本，使名松線全線暫停營業[1]。
  - 10月15日 - 家城至伊勢奧津之間安排代行巴士[1]。
- 2016年（平成28年）3月26日 - 家城至伊勢奧津之間重開，此站再有列車服務[6]。

## 車站構造
車站是一座地面車站，設有1面1線的單式月台。月台位於路軌西邊。
此站是由松阪站管理的無人車站。月台上設有開放式候車室。從前此站長久以來設有木製候車室，後來於2007年秋天重建。

## 利用狀況
根據「三重縣統計書」，以下為1日平均乘車人次列表。另外在2009年度～2015年度中，包含了2009年10月至2016年3月之間代行巴士的客量：
| 年度   | 1日平均 乘車人次 |
| ------ | ---------------- |
| 1954年 | 74               |
| 1956年 | 73               |
| 1998年 | 19               |
| 1999年 | 18               |
| 2000年 | 17               |
| 2001年 | 16               |
| 2002年 | 13               |
| 2003年 | 11               |
| 2004年 | 12               |
| 2005年 | 12               |
| 2006年 | 12               |
| 2007年 | 14               |
| 2008年 | 12               |
| 2009年 | 9                |
| 2010年 | 7                |
| 2011年 | 5                |
| 2012年 | 5                |
| 2013年 | 5                |
| 2014年 | 4                |
| 2015年 | 4                |
| 2016年 | 6                |
| 2017年 | 5                |
| 2018年 | 5                |
| 2019年 | 5                |

## 車站周邊
車站附近設有小規模的比津村落。另外，沿三重縣道666號向東邊前進，在越過比津峠後45分鐘可到達多氣村落。在南北朝時代至戰國時代之間，此處為伊勢國勢力強大的國司・北畠氏的本據點。車站附近還有北畠居館蹟（現時：北畠神社）・霧山城蹟。

## 巴士路線
- 津市社區巴士（美杉地域）（日语：津市コミュニティバス (美杉地域)）

## 相鄰車站
東海旅客鐵道（JR東海）
名松線
伊勢八知－比津－伊勢奧津

## 注腳
1. 1 2 3 4 5  曾根悟（監修）. 朝日新聞出版分冊百科編集部（編集） , 编. . 週刊朝日百科. 25号 紀勢本線・参宮線・名松線. 朝日新聞出版. 2010-01-10: 26-27 （日语）.
2. 1 2 3 4 5 6 7 8  美杉村史編集委員會 1981，第164頁.
3. ↑  美杉村史編集委員會 1981，第166頁.
4. ↑  「運輸省告示第248号」『官報』1947年9月27日（國立國會圖書館數碼化收藏）
5. ↑  （國立國會圖書館數碼化收藏）
6. ↑  . Response. 2015-12-18  [2015-12-18]. （原始内容存档于2021-07-12） （日语）.
7. ↑  三重県統計書 （页面存档备份，存于） - 三重県
8. ↑  美杉村史編集委員會 1981，第167頁.
9. ↑  美杉村史編集委員會 1981，第171頁.